# موريل روي بولتون
موريل روي بولتون (بالإنجليزية: Muriel Roy Bolton)‏ هي كاتِبة وكاتبة سيناريو أمريكية، ولدت في 1908، وتوفيت في 1983.

## روابط خارجية
- موريل روي بولتون على موقع IMDb (الإنجليزية)
- موريل روي بولتون على موقع قاعدة بيانات الفيلم (الإنجليزية)